# Rondania junatovi
Rondania junatovi là một loài ruồi trong họ Tachinidae.